# 魏瑪包豪斯大學

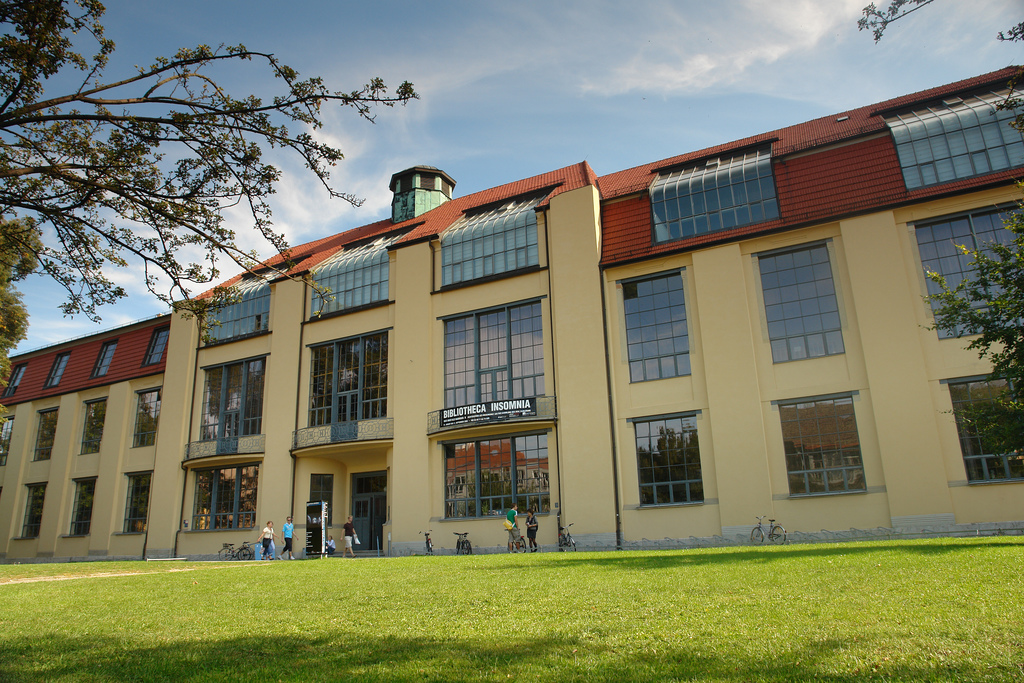
魏玛包豪斯大学主教学楼，1904-1911年建造，亨利·范·德费尔德设计，1996 年被登記为世界文化遗产

魏玛包豪斯大学（德語：Bauhaus-Universität Weimar）是位于德国魏玛的一所艺术设计大学。于 1919 年由建築師沃爾特·格羅佩斯以工艺艺术学校的形式创立。该校的前身是创建于 1860 年的大公爵萨克森美术学校（Großherzoglich-Sächsische Kunstschule）。是世界现代设计的发源地，对世界艺术与设计的推动有着巨大的贡献。也是世界上第一所完全为发展设计教育而建立的学院。
当时的先锋派艺术家们反对传统而推行现代艺术设计理念，可是由于世界大战和纳粹的关系，这所艺术学校陷入了危机，很多艺术家们因为不堪纳粹的排挤而大量的逃亡到美国，包豪斯的理念由此也被压制，但仍有部分包豪斯推动者留在了德国，而后这所大学在经历了几十年的沧桑后最终在两德统一后的1995年至1996年间被德国政府重新复名为包豪斯大学，并从一所设计学校成为了著名的公立综合大学性质的设计学术机构。
目前包豪斯大学分为4个学院:
- 建筑学院：德国最早成立的现代建筑学院之一，下设的专业分别是：建筑设计，城市规划，欧洲城市规划，媒体建筑等专业。根据CHE显示该学院下的建筑设计专业知名度甚高。
- 媒体学院：德国成立的第一所媒体学院，欧洲首屈一指的媒体与设计教育机构。下设的专业分别是：媒体设计，媒体信息，媒体文化，媒体管理等专业。根据 CHE 及 FOCUS 显示该学院下的媒体设计专业知名度甚高。
- 造型学院：德国最早成立的造型与设计学院之一。下设的专业分别是：产品设计，视觉传达，公共空间艺术，自由艺术等专业。根据 FOCUS 显示该学院下的产品设计专业知名度较高。
- 土木工程学院：与建筑学院协同工作。下设的专业分别是：建筑工程，材料工程，环境工程等专业。

与中国大学的关系：魏玛包豪斯大学自2005年10月起与上海同济大学启动了一些文化交流与硕士联合培养项目。